# 假槟榔属
假槟榔属（学名：Archontophoenix）是棕榈目棕榈科下的一个属，为乔木植物。该属共有3种，分布于澳大利亚。